# Loudon Wainwright III
Loudon Wainwright III (Chapel Hill, Carolina del Nord, 5 de setembre de 1946) actor i músic estatunidenc.
És pare dels músics Rufus i Martha Wainwright, a qui va tenir amb la seva ex-dona Kate McGarrigle i de Lucy Wainwright Roche, a qui va tenir amb Suzzy Roche i és germà de l'artista Sloan Wainwright.
Va créixer a Bedford (Nova York) i va començar la seva carrera als anys 1960. La seva cançó més famosa és Dead Skunk del 1972 i es va fer molt conegut per interpretar al capità Calvin Spalding de la sèrie de televisió M*A*S*H.

## Discografia

### Àlbums d'estudi
- Loudon Wainwright III (1970)
- Album II (1971)
- Album III (1972)
- Attempted Mustache (1973)
- Unrequited (1975)
- T Shirt (1976)
- Final Exam (1978)
- Fame and Wealth (1983)
- I'm Alright (1985)
- More Love Songs (1986)
- Therapy (1989)
- History (1992)
- Grown Man (1995)
- Little Ship (1997)
- The BBC Sessions (1998)
- Social Studies (1999)
- Last Man on Earth (2001)
- Here Come the Choppers (2005)
- Strange Weirdos (2007)
- Recovery (2008)
- High Wide & Handsome: The Charlie Poole Project (2009)

#### Àlbums en directe
- A Live One (1979)
- Career Moves (1993)
- So Damn Happy (2003)

#### Recopilatoris
- Fame and Wealth / I'm Alright (1991)
- One Man Guy: The Best of Loudon Wainwright III 1982-1986 (1994)

## Filmografia
- M*A*S*H (1975) (TV)
- The T.V. Show (1979) (TV)
- La dona del campió (The Slugger's Wife) (1985)
- Jacknife (1989)
- 28 Days (2000)
- Undeclared (2001)
- Big Fish (2003)
- The Aviator (2004)
- The 40-Year-Old Virgin (2005)
- Elizabethtown (2005)
- For Your Consideration (2006)
- Knocked Up (2007)
- G-Force (2009)